# FC Esztergom
Koordináták: é. sz. 47° 46′ 42″, k. h. 18° 44′ 49″47.778444°N 18.746944°E
Az FC Esztergom, vagy röviden FCE, sportegyesület Esztergomban. Jelenleg a Komárom-Esztergom megyei első osztályban szerepel.

## Története
Esztergomban az 1920-as, -30-as évek környékén kezdődött el a futballélet Esztergomi Vasas néven, ahol akkor NBII-es csapat szerepelt.
A városban akkoriban is meghatározó volt a futball, olyan nagyszerű futballisták és szakvezetők voltak mint Winkler János, Osvald Béla, Kertész Kálmán, Kertész Tibor, Chmelik Zoltán, Markó Béla, Szendi Gábor, Cserhalmi György, Bankó Zsigmond,  vagy Esztergom legöregebb labdarúgója Bajer János, aki a mai napig nagyszerű életet él. A csapat az 1990-es évek végéig az NBIII-ban szerepelt, ahol meghatározó csapat volt a kieséséig. 

## Stadionja
A csapat otthona régebben az esztergomi MIM Vasas pálya volt, mára azonban A Futball Centrum az új stadion. Esztergom szélén a Tesco mögötti részen helyezkedik el.   

## Utánpótlás
- Az egyesületben széles utánpótlás rendszer működik, jelenleg 8 fiú és 2 női (leány) korosztály van.

U7, U8-U9, U10, U11, U13-U14,U16,U17,U19, U14 Női, U16 Női 